# Joseph Crocé-Spinelli
Joseph Eustache Crocé-Spinelli (n. 10 iulie 1845, Monbazillac, Aquitaine, Franța – d. 15 aprilie 1875) a fost un inginer și aeronaut francez, care a murit în cursul unei ascensiuni cu balonul prin care se urmărea depășirea recordului de altitudine.
La 22 martie 1874, împreună cu Théodore Sivel, el a făcut o ascensiune în balon, până la o altitudine de 7.300 de metri, la bordul aparatului l’Étoile polaire.
La 23 și 24 martie 1875 a participat la zborul cu o durată record al balonului Zénith (22 ore și 40 de minute).
El a murit asfixiat pe 15 aprilie 1875, împreună cu căpitanul Théodore Sivel, în timpul unei noi ascensiuni cu balonul Zénith. Singurul membru al echipajului care a supraviețuit a fost Gaston Tissandier (1843-1899), care a rămas surd. Balonul a aterizat forțat lângă Ciron, în departamentul Indre.
A fost înmormântat în cimitirul Père-Lachaise, parcela 71, sub un gisant executat de sculptorul Alphonse Dumilatre care îl reprezintă culcat pe spate, ținându-l de mână pe camaradul său, care i-a împărtășit soarta, Sivel.

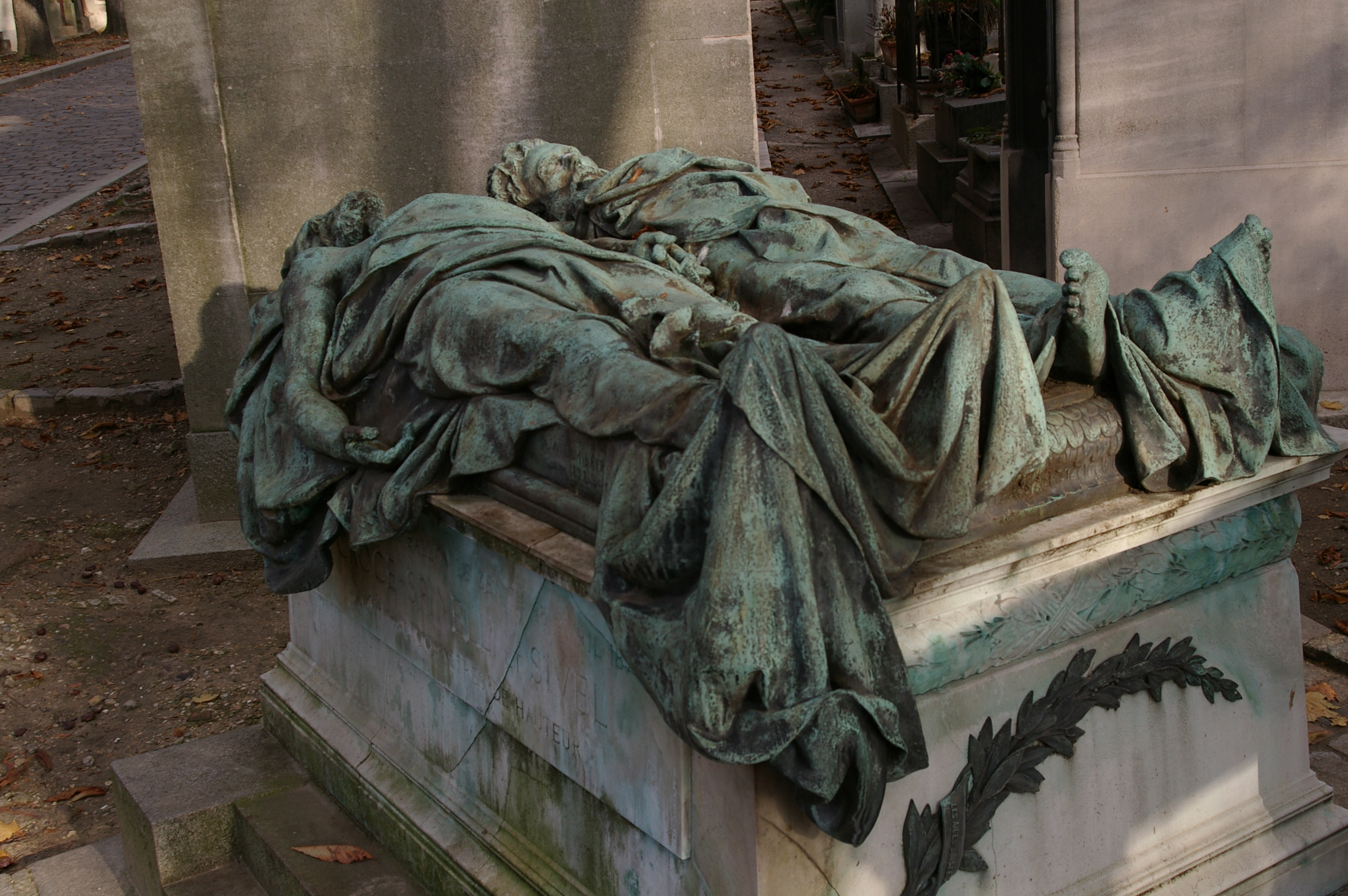
Mormântul său din cimitirul Père-Lachaise

O stradă din arondismentul 14 al Parisului, rue Crocé-Spinelli, a primit numele său în 1896.